# Scuola di Edessa
La Scuola di Edessa è stata una scuola teologica di grande importanza per i cristiani di lingua siriaca. Si può dire che a Edessa sia cominciata la traduzione dei testi dei filosofi antichi dal greco al siriaco.

## Storia

La frontiera romano-sasanide nel 387 e nel 591. Edessa è ad ovest del confine, in territorio bizantino.

Fu fondata nel II secolo dai re della dinastia Abgar.
Crebbe d'importanza nel IV secolo per merito di Efrem il Siro (306-373), teologo di vasta sapienza. Efrem aveva fondato una scuola teologica a Nisibi. Quando, nel 363, la città cadde in mano sasanide, Efrem si trasferì a Edessa accompagnato da alcuni insegnanti, e lì riprese l'attività di esegesi biblica. A Edessa vi erano numerosi monasteri che, oltre ad ospitare i monaci, offrivano celle per la loro dimora. Efrem ne occupò una, praticando la vita ascetica, interpretando le Sacre Scritture, componendo poesie e inni, ed insegnando musica sacra. Ai locali della scuola teologica erano annesse: la “casa d'istruzione” dove s'insegnava la medicina (galenica e ippocratica) e un ospedale. L'istituzione, avendo carattere religioso, dipendeva dall'autorità dell'arcivescovo di Edessa.
Nella prima metà del V secolo le autorità ecclesiastiche riconobbero ufficialità  all’interpretazione delle Scritture di Teodoro di Mopsuestia (350 circa - 428) e incaricarono il rettore della Scuola, Qiore (Qiyôrē) († 436/437), di tradurre i testi dal greco al siriaco. Qiore sostituì i testi di sant'Efrem con quelli di Teodoro. Scegliendo i commentari di Teodoro come fonte testuale preminente, la Scuola intraprese un percorso di studi volto ad affermare la compatibilità dei principi deduttivi di Aristotele con il diofisismo di Teodoro. Cominciò così un’opera intensa di traduzione dal greco dei testi che giungevano da Antiochia, sede metropolitana della Chiesa siriaca.
Nel 431 il Concilio di Efeso dichiarò eretica la dottrina di Teodoro. Successivamente l'arcivescovo di Edessa, Rabbula (412-435), ordinò che i libri di Teodoro di Mopsuestia venissero bruciati e cacciò dalla Scuola e dalla città tutti i sostenitori delle sue idee, il primo dei quali era Nestorio. Gli sforzi di Rabbula furono però vanificati dal suo successore, Iba (436-449), insegnante della Scuola e autore della traduzione in siriaco delle opere di Teodoro: con Iba il diofisismo fu riammesso ad Edessa.
Nella seconda metà del V secolo iniziarono a giungere nella scuola le opere di Aristotele (specialmente quelle riguardanti la logica) e di Porfirio. Dopo essere stati tradotti in siriaco, questi scritti costituirono il programma di studi dell'istituzione per alcune generazioni di intellettuali. Verso il 470 divenne rettore della scuola il teologo Narsai, anch'egli seguace del diofisismo. Nel 489 l'imperatore bizantino Zenone ordinò la chiusura della scuola a causa della dottrina nestoriana che vi si impartiva, e gli eruditi, compreso il rettore Narsai, si trasferirono a Nisibi, dove rifondarono la Scuola teologica.